# Polycyrtus eneyae
Polycyrtus eneyae är en stekelart som beskrevs av Zuniga 2004. Polycyrtus eneyae ingår i släktet Polycyrtus och familjen brokparasitsteklar. Inga underarter finns listade i Catalogue of Life.